# Diecezja namurska
Diecezja namurska (łac.: Dioecesis Namurcensis) – katolicka diecezja belgijska położona w południowo-wschodniej części kraju, obejmująca swoim zasięgiem prowincję luksemburską i namurską. Siedziba biskupa znajduje się w katedrze św. Albana w Namurze.

## Historia
Diecezja namurska została założona z inicjatywy króla hiszpańskiego i władcy Niderlandów Filipa II Habsburga 12 maja 1559 r. z wydzielenia prowincji namurskiej z diecezji Liège przez papieża Pawła IV. Została ona podporządkowana metropolii Cambrai, będąc jedną z jej sufraganii.
29 listopada 1801 r. papież Pius VII bullą Qui Christi Domini vices dokonał reorganizacji struktury terytorialnej Kościoła katolickiego we Francji, do której wówczas należała Belgia. W jej wyniku diecezja namurska została podporządkowana metropolii mecheleńskiej.
W 1842 r. obszar biskupstwa został poszerzony o prowincję luksemburską, po likwidacji istniejącego na jej terytorium od 1830 r. wikariatu apostolskiego.

## Podział administracyjny
W skład diecezji namurskiej wchodzi obecnie 742 parafii, zgrupowanych w 31 dekanatach, które z kolei wchodzą w skład 8 regionów.

## Główne świątynie
- Katedra św. Albana w Namurze
- Bazylika Notre Dame d’Orval w Villers-devant-Orval
- Bazylika św. Piotra i św. Pawła w Saint-Hubert
- Bazylika Notre Dame w Walcourt

## Patroni
- św. Alban (zm. 324) – święty czczony jako pierwszy męczennik na Wyspach Brytyjskich.